# 延兴 (北魏)
延兴（471年八月-476年六月）是北魏的君主孝文帝元宏的第一个年号，共计4年餘。延兴六年六月改元承明元年。

## 纪年
| 延兴 | 元年  | 二年  | 三年  | 四年  | 五年  | 六年  |
| ---- | ----- | ----- | ----- | ----- | ----- | ----- |
| 公元 | 471年 | 472年 | 473年 | 474年 | 475年 | 476年 |
| 干支 | 辛亥  | 壬子  | 癸丑  | 甲寅  | 乙卯  | 丙辰  |

## 參看
- 中国年号索引
  - 其他使用延兴年號的政權
- 同期存在的其他政权年号
  - 泰始（465年十二月—471年十二月）：南朝宋宋明帝刘彧的年号
  - 泰豫（472年正月—十二月）：南朝宋宋明帝刘彧的年号
  - 元徽（473年正月—477年七月）：南朝宋宋后废帝刘昱的年号
  - 永康（464年-484年）：柔然政权受罗部真可汗予成年号
  - 聖君（471年）：北魏時期領導司馬小君年号